# Comité féminin
Pour les articles homonymes, voir Soupes-conférences.
Le Comité féminin ou en forme longue le Comité féminin contre la loi Berry-Millerand, les bagnes militaires et toutes les iniquités sociales est une organisation anarcha-féministe, anarcho-communiste, anticoloniale, antimilitariste et anarcho-syndicaliste française fondée le 31 août 1912 par des militantes anarchistes du syndicat des couturières parisiennes comme Henriette Tilly, Jane Morand ou Thérèse Taugourdeau. Luttant contre l'envoi dans les colonies de prisonniers, pour les droits des femmes et des travailleuses, l'organisation devient rapidement la plus importante de la sorte à Paris. Elle est plus largement un relai pour la transmission d'idées féministes au sein de la société française et plus spécifiquement des milieux anarchistes en France. À ce titre, un certain nombre de militantes du Comité féminin influencent et participent à la coopérative anarchiste du Cinéma du Peuple, qu'elles poussent dans la direction de réaliser Les Misères de l'aiguille, le premier film féministe de l'histoire.

## Histoire
L'organisation est fondée le 31 août 1912 en réaction à la loi Berry-Millerand, qui prévoit de pouvoir envoyer des personnes incarcérées dans les troupes coloniales pour y effectuer la durée de leur peine,. Les bagnes militaires sont aussi un des points menant à la fondation du groupe. Les militantes à l'origine du Comité féminin proviennent surtout des cercles anarchistes et socialistes révolutionnaires franciliens, en particulier du syndicat des couturières. Thérèse Taugourdeau, en est la première secrétaire, tandis que Clémence Jusselin est sa première trésorière et les premières réunions ont lieu à la Bourse du travail de Paris pendant la permanence du syndicat des couturières.
Les militantes s'engagent rapidement dans la rédaction de propagande et écrivent plusieurs tracts qu'elles distribuent, avec pour titres « Femmes, révoltons-nous ! », « Appel aux mères, aux sœurs et aux compagnes des concernés », « Appel aux femmes », « Jeunes conscrits, écoutez nos appels ! ». Elles créent aussi des affiches qu'elles vont mettre sur les murs de Paris, dans l'une d'entre elles, nommée « Femme ! Veux-tu ? », elles écrivent :

« Viens montrer que si les gouvernants veulent toucher aux tiens, tu sais avoir l’énergie de te révolter, et que tu ne reculeras devant aucun moyen pour avoir satisfaction. 
Femme ! à ton tour… La parole est à toi !… »

Le 8 octobre 1912, Taugourdeau et Berthe Lemaître sont arrêtées alors qu'elles distribuent des tracts à la gare de l'Est. Cela n'empêche pas les militantes d'effectuer un meeting important à la salle des Sociétés savantes, le 25 octobre 1912. Taugourdeau continue de s'engager dans des discours l'année suivante, quand elle intervient au nom du Comité féminin devant 1200 auditeurs, en compagnie de Charles-Ange Laisant.
Lors de la manifestation qu'elles effectuent pour le 1er mai 1913, un certain nombre d'entre elles sont arrêtées par la police. Le 25 mai 1913, le Comité féminin manifeste dans un rassemblement pacifiste au Pré-Saint-Gervais. Taugourdeau est remplacée à cette époque en tant que secrétaire par Jane Morand, une militante anarchiste individualiste, ancienne rédactrice en chef du journal L'Anarchie. Dès 1913, le Comité féminin est considéré comme une des organisations féministes les plus importantes de Paris.
Deux militantes du Comité en particulier, Jane Morand et Henriette Tilly, rejoignent la coopérative anarchiste Le Cinéma du Peuple à sa création et l'influencent pour qu'elle réalise Les Misères de l'aiguille (1914), premier film féministe de l'histoire. Morand s'engage par ailleurs dans de nombreux discours et écrit beaucoup d'articles antimilitaristes dans la presse anarchiste à cette période.